# Rally Lizzy
Rally Lizzy je potekal  na obrobju Ljubljane ter v okolici Planine pri Postojni. Leta 1992 je dirka imela vsaj dva zanimiva mejnika: prvič se je na rallyju pojavil Tomaž Jemc Mazda 323 GT-R, ki si je delil najboljši čas na eni izmed hitrostnih preizkušenj (krožna preizkušnja na makadamskem parkirišču ljubljanskega avtosejma). Tak prvenec uspe le redkim. Na tem rallyju pa je svojo prvo zmago slavil Darko Peljhan, takrat še z Volkswagen Golfom G60. To je bil tudi prvi rally za Državno prvenstvo Slovenije v rallyju.

## Zmagovalci
| Leto | Dirkač        | Sovoznik    | Dirkalnik      |
| ---- | ------------- | ----------- | -------------- |
| 1992 | Darko Peljhan | Miran Kacin | VW Golf G60    |
| 1993 | Tomaž Jemc    | Vilma Repe  | Mazda 323 GT-R |